# East Shefford
East Shefford är en by i civil parish Great Shefford, i distriktet West Berkshire, i grevskapet Berkshire, i England. Byn är belägen 11 km från Newbury. East Shefford var en civil parish fram till 1974 när blev den en del av Great Shefford. Civil parish hade 71 invånare år 1971. Byn nämndes i Domedagsboken (Domesday Book) år 1086, och kallades då Siford.